# Neolindus triangularis
Neolindus triangularis (лат.) — вид коротконадкрылых жуков рода Neolindus из подсемейства Paederinae (Staphylinidae). Название N. triangularis происходит от латинского существительного triangulus, означающего «треугольник», и относится к форме срединной доли эдеагуса.

## Распространение
Неотропика. Вид известен только из типового местонахождения во Французской Гвиане (Saint-Laurent-du-Maroni, Saül, Monts La Fumée), окружающего леса и примерно в 130 км к югу от типового местонахождения (Кайенна, Матури). Он был собран с помощью оконной ловушки на высоте 50—300 м над уровнем моря (4°36’37.0"N, 52°16’42.5"W).

## Описание
Мелкие коротконадкрылые жуки. Длина тела около 8 мм. Голова и переднеспинка коричневые; ноги светло-коричневые; брюшко коричневое. Передние голени с 4 хорошо развитыми гребнями волосков; вершинный гребень продольный, состоит из широко разделённых, тонких волосков; мезотибиальный апикальный ктенидий с обеих сторон, внутренний длиннее наружного; мезотарсомер 1 длиннее мезотарсомера 2, мезотарсомер 2 длиннее мезотарсомера 3, мезотарсомер 3 длиннее мезотарсомера 4, мезотарсомер 5 длиннее мезотарсомера 2; внутренний ктенидий задней голени длиннее наружного. Метатарзомер 1 длиннее метатарзомера 2, метатарзомер 2 длиннее метатарзомера 3, метатарзомер 3 такой же длины, как метатарзомер 4, метатарзомер 5 такой же длины, как 2.

## Систематика
Вид был впервые описан в 2024 году по типовым материалам из Южной Америки. Габитус N. triangularis похож на N. milleri и N. bicornis по форме срединного лепестка эдеагуса. Однако эдеагус N. triangularis отличается от эдеагуса N. milleri строением и составом апикальных склеритов и имеет острое основание срединной доли с коротким срединным гребнем на парамеральной стороне, в отличие от срединной доли эдеагуса у N. bicornis. Кроме того, у N. triangularis заметно шире сросшиеся pLS в средней части и продольная инвагинация в стерните VIII, продолжающаяся от средней части эмаргинации, ограниченная 2 гребнями по бокам, которая отсутствует у N. bicornis.